# Amata melanothorax
Amata melanothorax là một loài bướm đêm thuộc phân họ Arctiinae, họ Erebidae.